# Cameron (Teksas)
Cameron je grad u američkoj saveznoj državi Teksas. Prema popisu stanovništva iz 2010. u njemu je živjelo 5.552 stanovnika.